# Svart jordfly
Svart jordfly, Euxoa nigricans, är en fjärilsart som beskrevs av Carl von Linné 1761. Svart jordfly ingår i släktet Euxoa, och familjen nattflyn, Noctuidae. Arten  har livskraftiga, LC, populationer i både Sverige och Finland. Inga underarter finns listade i Catalogue of Life.

Fjärilen har ett vingspann på 26-42 millimeter. Den är vanlig i så gott som hela Europa. Fjärilen har i norra Europa sin huvudsakliga flygtid från juli till september och övervintrar som ägg.

## Bildgalleri

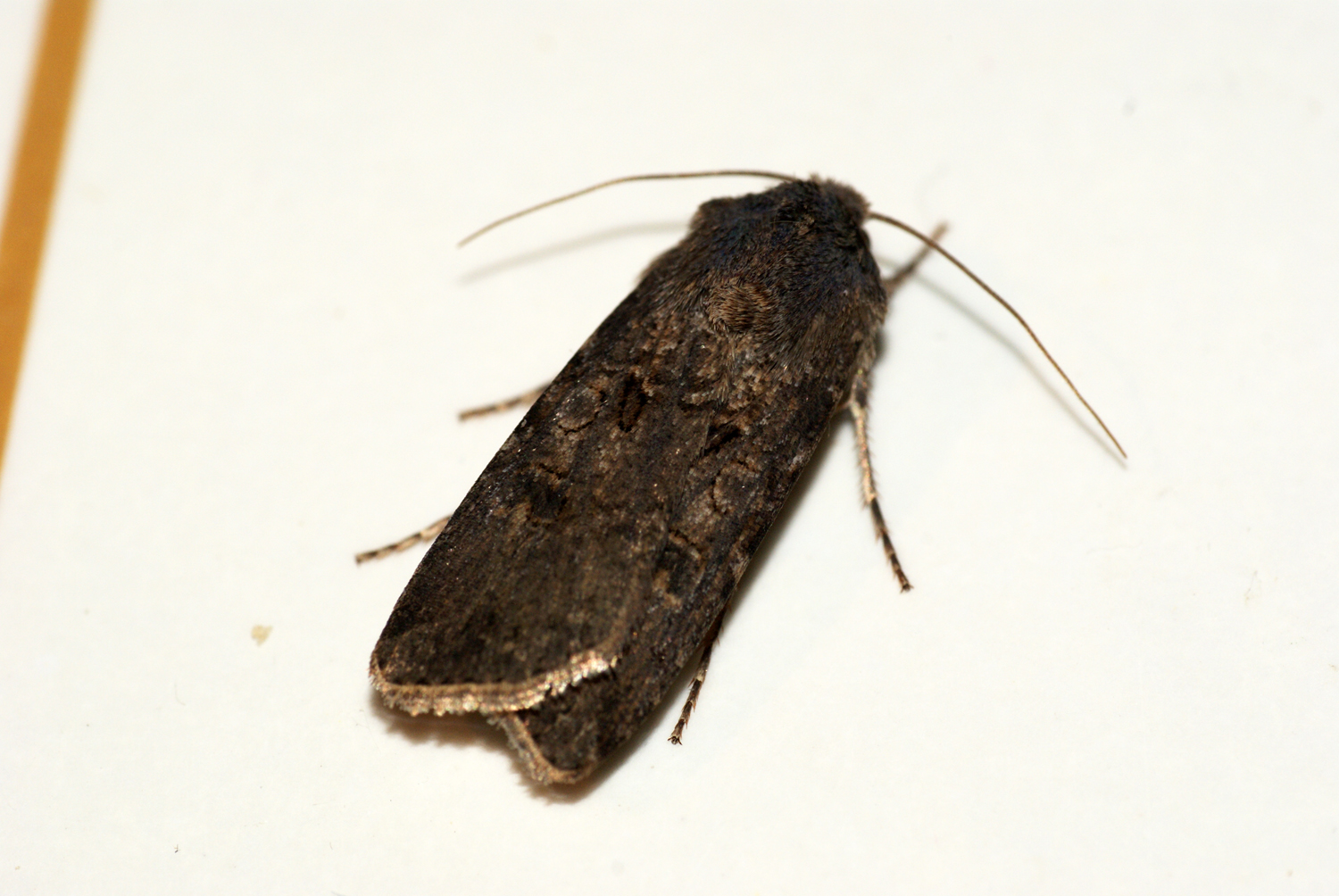
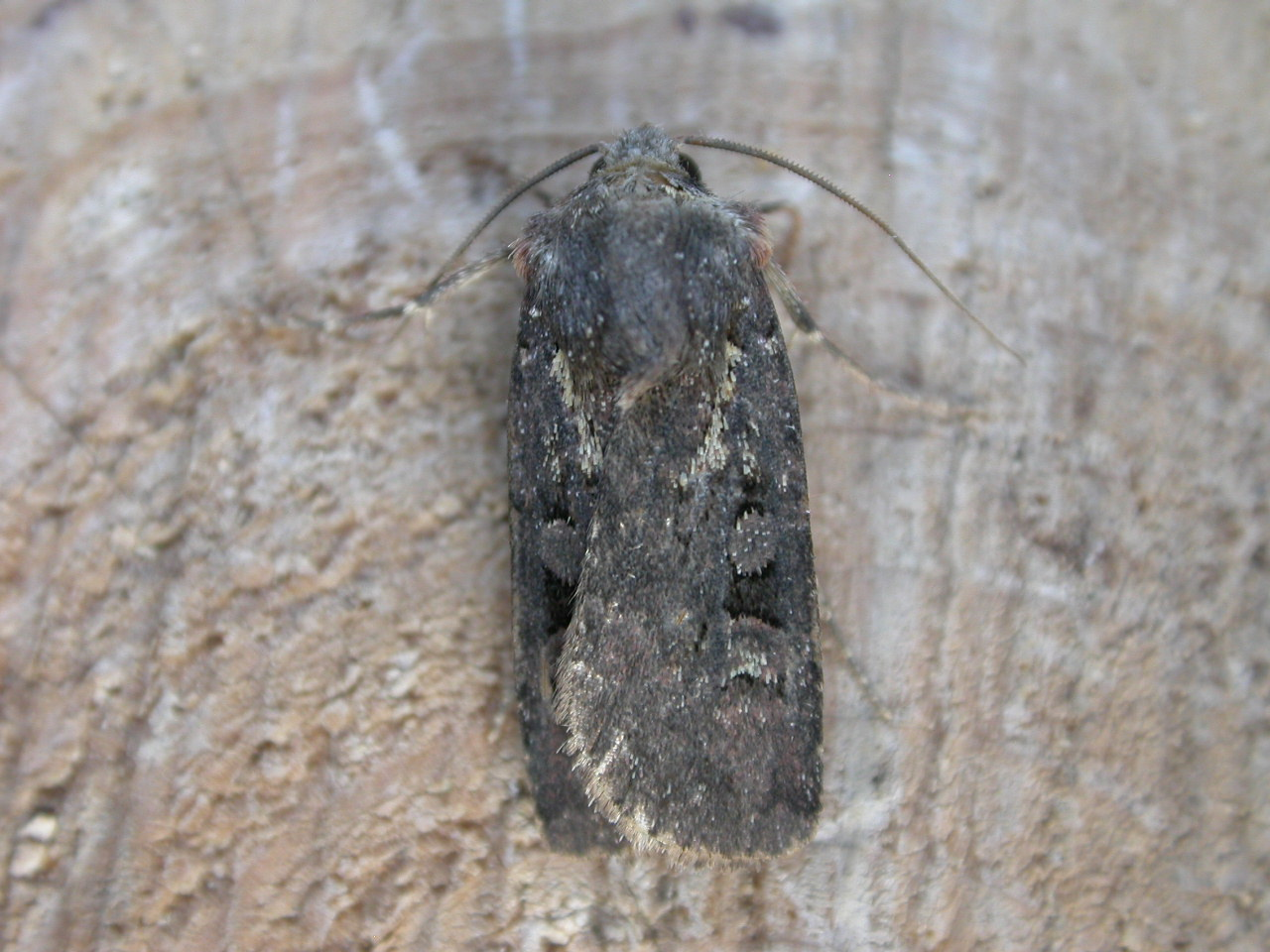
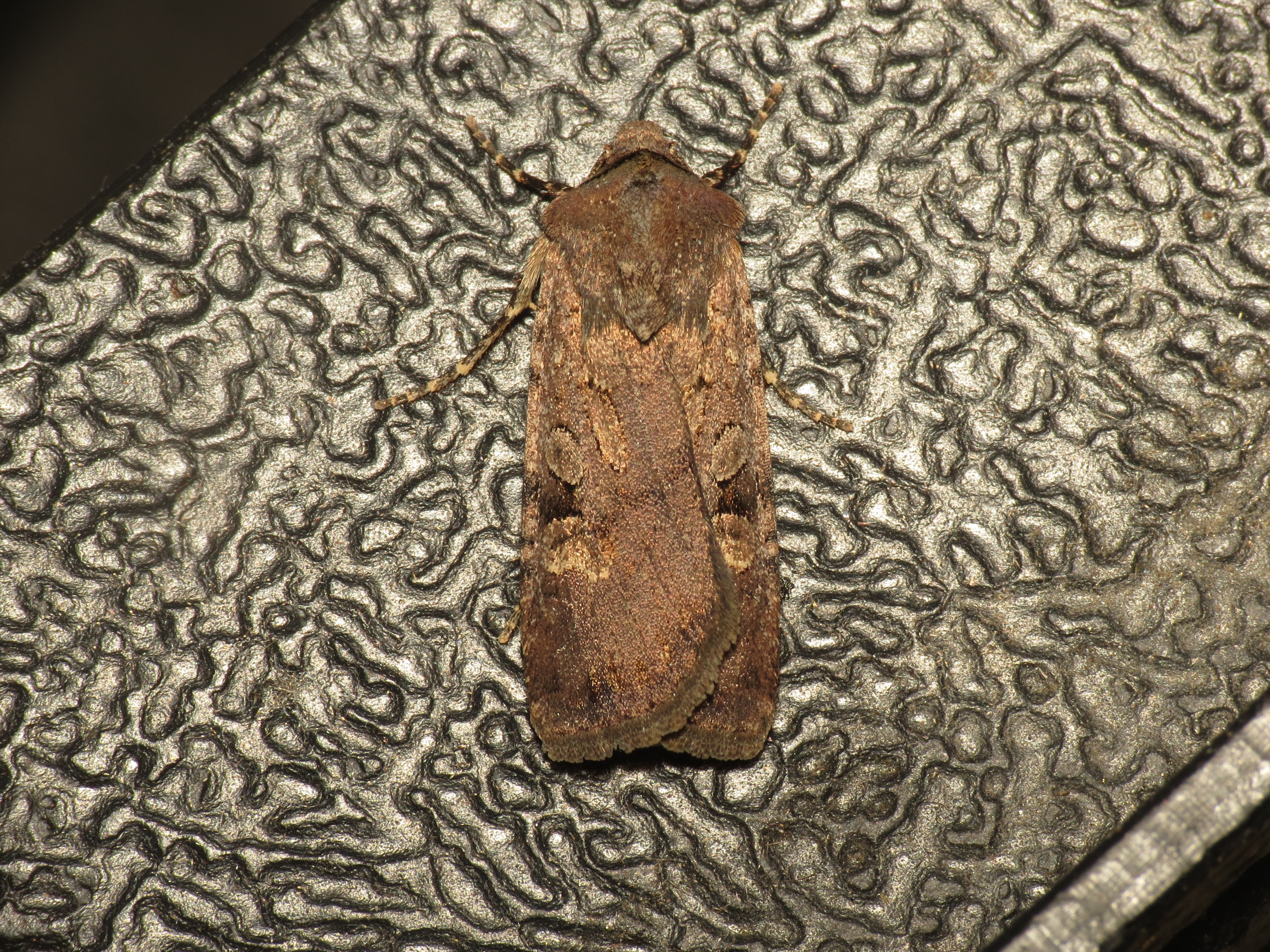
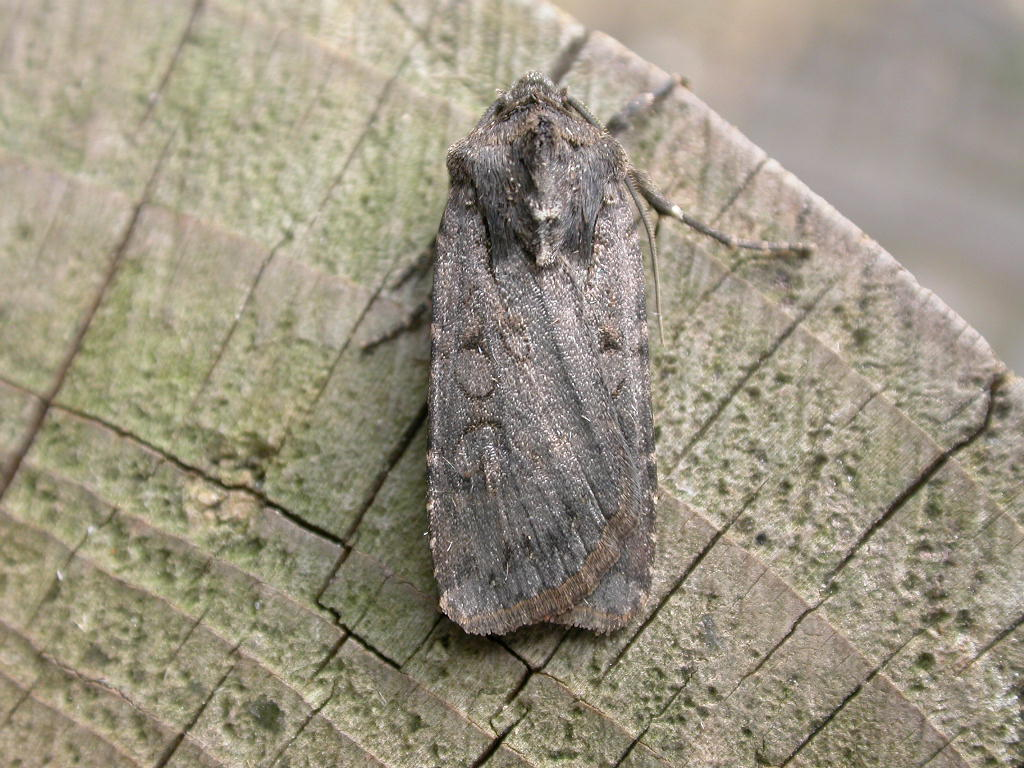